# A Touch of Love (film 1915)
A Touch of Love è un cortometraggio muto del 1915 diretto da Tom Ricketts.

## Produzione
Il film fu prodotto dalla American Film Manufacturing Company.

## Distribuzione
Distribuito dalla Mutual Film, il film - un cortometraggio in due bobine - uscì nelle sale cinematografiche USA il 7 aprile 1915.